# 柔枝碱茅
柔枝碱茅（学名：Puccinellia manchuriensis）为禾本科碱茅属下的一个种。